# Џаваншир
Џаваншир (јерм. Ջիվանշիր, Jivanshir; перс. Jūvānšīr; у переводу "млади лав"), био је краљ Кавкаске Албаније од 637. до 680., владавши из региона Гардман. Његов живот и дела били су предмет легенди које су забележене у јерменским средњовековним текстовима. Водио је порекло из Партске породице Михраниди, која је била део Куће Михран, једног од седам партских кланова у Сасанидском царству.

## Младост
Џаваншир је био други син Ваража Григора, краља Гардмана који је потицао из породице Михраниди, и иберијске принцезе Горидукс. У 637. години Вараж Григор је прихватио и прогласио хришћанство као званичну религију Кавкаске Албаније, чиме је превео и свог сина Џаваншира у хришћанство. Међутим, Вараж је срушен са власти од стране сасанидског цара који није признавао његов прелазак у хришћанство. Тако је Џаваншир постао краљ Кавкаске Албаније.

## Владавина
Џаваншир је био познат по својој храбрости и интелигенцији, борио се против Арапа за време муслиманског освајања Персије на страни Сасанидског царства, и добио је од сасанидског краља Издигерда III два златна копља, два златна штита и заставу, највероватније Дерафш Кавани. 636. године, предводио је албанску војску, заједно са јерменским принцем Мушегом III и Григоријем Сјуничким, у бици код Ал-Кадасије између персијске и арапске војске. Међутим, Сасаниди су поражени, због чега је Џаваншир изгубио наду, побунио се против својих господара и вратио се у Кавкаску Албанију. Одакле је послао писмо Констансу II и постао савезник Византијском царству. Додељена му је титула патриција, и био је признат као краљ Истока. Оженио се принцезом из кнежевине Сјуник.
Након савеза са Византијом, удружио је снаге са иберијском краљу Адарназу I у нападу на сасанидске гарнизоне у Албанији. Касније је проширио своју територију подручјем од Дербента до реке Аракс.
Суочавајући се са претњом арапске инвазије на југу и хазарске офанзиве на северу, Џаваншир је био приморан да постане Калифатов вазал, потез који се показао као прекретница у историји земље.
Џаваншир је убијен 680. године од стране супарничког племића, чију је моћ покушао да ограничи. Наследио га је Вараж Тиридат I.

## Опис у Јерменској поезији и историјским текстовима
Једини историјски извор о животу и делима Џаваншира потиче из јерменског текста Мовзеса Каганкатватција, познат под називом Историја земље Агванка. Овај текст садржи и поему посвећену Џаванширу Елегија о смрти великог принца Џаваншира, аутора Давтака Кертога, јерменског песника из 7. века и првог секуларног писца у јерменској књижевности.
Једина сачувана Кертогова песма написана је на јерменском језику, у абецедном акростиху.